# Pokémon GO
Pokémon Go (cách điệu Pokémon GO) là một trò chơi tương tác ảo được Niantic phát triển và The Pokémon Company phát hành dành cho các thiết bị iOS và Android thuộc dòng game Pokémon. Trò chơi được cho ra mắt trên toàn cầu vào tháng 7 năm 2016, cùng với một thiết bị đeo tay nhỏ mang tên Pokémon GO Plus được Nintendo thiết kế, sẽ sử dụng kết nối Bluetooth để thông báo cho người chơi khi có Pokémon ở gần với một màn hình LED và đèn thông báo. Pokémon GO Plus sẽ được bán độc lập với ứng dụng.
Trò chơi cho phép người chơi bắt, đấu, huấn luyện và trao đổi Pokémon thông qua thế giới thực bằng cách sử dụng GPS và camera của thiết bị. Đây là một trò chơi miễn phí tải về, nhưng có hỗ trợ mua hàng trong ứng dụng để người chơi có thể mua các vật dụng trong game.
Trò chơi nhanh chóng trở thành một trong những ứng dụng được sử dụng nhiều nhất trên điện thoại ngay sau khi ra mắt, vượt qua cả kỷ lục trước đó được Candy Crush Saga nắm giữ. Pokémon GO nhanh chóng trở thành nguồn lợi to lớn cho Nintendo - công ty sở hữu The Pokémon Company. Trò chơi được các chuyên gia tâm lý đánh giá cao vì giúp cải thiện sức khỏe tâm thần và thể chất của người chơi, nhưng cũng gây ra không ít tranh cãi trong việc gây nên một số vụ tai nạn và không ít vụ việc tiêu cực khác.

## Phát triển
Ý tưởng được đưa ra năm 2013 bởi Satoru Iwata của Nintendo và Tsunekazu Ishihara của The Pokémon Company hợp tác cùng Google như một trò đùa trong ngày Cá tháng Tư có tên là Pokémon Challenge. Nhưng rồi mọi chuyện đã thành sự thật khi NIntendo và Niantic Labs quyết định hợp tác để tạo ra Pokemon GO. Ban đầu game được dự kiến sẽ ra mắt trên toàn thế giới vào cuối năm 2015 nhưng có quá nhiều lỗi trong game Niantic Labs phải đổi ngày phát hành chính thức trên toàn thế giới sang tháng 7 năm 2016.

## Phát hành
Ngày 4 tháng 3 năm 2016, Niantic công bố bản beta dành cho thị trường Nhật Bản sẽ được triển khai vào cuối tháng đó, cho phép người chơi hỗ trợ điều chỉnh các tính năng của trò chơi trước khi phát hành chính thức. Bản beta cũng được triển khai ở một số quốc gia khác sau đó. Ngày 7 tháng 4, bản beta có mặt tại Australia và New Zealand. Sau đó, 16 tháng Năm, việc đăng ký chơi bản thử nghiệm được mở cho thị trường Mỹ. Ngày 25 tháng Năm, Niantic Labs cho biết bản beta có mặt tại Mỹ. Ngày 27 tháng Sáu, The Pokémon Company thông báo bản thử nghiệm sẽ kết thúc vào ngày 30 tháng 6.
| Thời gian phát hành      | Quốc gia | Trên                   | Dành cho     |
| ------------------------ | --- | ---------------------- | ------------ |
| Ngày 6 tháng 7 năm 2016  | Úc, New Zealand, Hoa Kỳ | Google Play, App Store | Android, iOS |
| Ngày 13 tháng 7 năm 2016 | Đức | Google Play, App Store | Android, iOS |
| Ngày 14 tháng 7 năm 2016 | Anh | Google Play, App Store | Android, iOS |
| Ngày 15 tháng 7 năm 2016 | Ý, Bồ Đào Nha, Tây Ban Nha | Google Play, App Store | Android, iOS |
| Ngày 16 tháng 7 năm 2016 | Áo, Bỉ, Bulgaria, Croatia, Cộng hòa Síp, Cộng hòa Séc, Đan Mạch, Estonia, Phần Lan, Hy Lạp, Greenland, Hungary, Iceland, Cộng hòa Ireland, Latvia, Litva, Luxembourg, Malta, Hà Lan, Na Uy, Ba Lan, Romania, Slovakia, Slovenia, Thụy Điển và Thụy Sĩ | Google Play, App Store | Android, iOS |
| Ngày 17 tháng 7 năm 2016 | Canada | Google Play, App Store | Android, iOS |
| Ngày 22 tháng 7 năm 2016 | Nhật Bản | Google Play, App Store | Android, iOS |
| Ngày 24 tháng 7 năm 2016 | Hồng Kông | Google Play, App Store | Android, iOS |
| Ngày 3/8/2016            | Toàn bộ Nam Mỹ | Google Play, App Store | Android, iOS |
| Ngày 6/8/2016            | Brunei, Campuchia, Liên bang Micronesia, Fiji, Indonesia, Lào, Malaysia, Palau, Papua New Guinea, Philippines, Singapore, Quần đảo Solomon, Đài Loan, Thái Lan, Việt Nam                                                                              | Google Play, App Store | Android, iOS |

## Cập nhật
Ngày 6 tháng 7 năm 2016 Pokemon GO cập nhật phiên bản đầu tiên trên Google Play và App Store dành cho các thiết bị Android và iOS.